# Mieming
Mieming é um município da Áustria, situado no distrito de Imst, no estado do Tirol. Tem 50,34 km² de área e sua população em 2019 foi estimada em 3.761 habitantes.